# Nora Bracho
Nora Cecilia Bracho Parra (Maracaibo, estado Zulia, Venezuela; 9 de marzo de 1971) es una administradora, socióloga y política venezolana. Fue diputada a la Asamblea Nacional de la Mesa de la Unidad Democrática por el circuito 5 del estado Zulia para el periodo 2016-2021 y presidente de la Comisión Permanente de Administración y Servicios entre 2018 y 2020. En 2022, asume la presidencia de Un Nuevo Tiempo (UNT) en el Estado Zulia.

## Educación y carrera
Es licenciada en administración, mención mercadeo, egresada de la Universidad Rafael Belloso Chacín (URBE). Cursó estudios de sociología en la Universidad del Zulia y es magíster en gerencia pública de la Universidad Carlos III de Madrid. Entre 2000 y 2007 fue subsecretaria de administración y de rentas en la gobernación del Zulia y fue diputada suplente a la Asamblea Nacional para el periodo 2011-2015.
Bracho ha sido secretario general del partido Un Nuevo Tiempo en el estado Zulia, diputada suplente al consejo legislativo de Zulia, secretaria de desarrollo económico de la gobernación del estado y estuvo a cargo de la fiscalización de la dirección de rentas municipales de la alcaldía de Maracaibo. Fue presidenta del Instituto Municipal de Transporte Colectivo Urbano de Pasajeros del Municipio Maracaibo (IMTCUMA). Igualmente ha participado en la subcomisión de gastos públicos para el ejecutivo regional, la comisión mixta de la Ley de Transparencia, Divulgación y Acceso a la Información Pública y la Comisión Permanente de Contraloría. Actualmente preside la Comisión Permanente de Administración y Servicios.